# فرانز بدر
فرانز بدر (بالألمانية: Franz Bader) (و. 1922 – م) هو فيزيائي، وكاتب من ألمانيا . ولد في شفايبيش غموند .

## جوائز
حصل على جوائز منها:
- جائزة روبرت بول  [لغات أخرى]‏ (1998).